# Gary Wallis
Gary Wallis (* 10. června 1964, Westminster, Londýn) je britský bubeník a perkusionista.
Vystudoval hru na perkuse na Londýnské symfonické hudební škole. V letech 1982–1984 působil jako bubeník v britské skupině The Truth. Posléze spolupracoval s množstvím dalších interpretů, jako jsou Nik Kershaw, Pink Floyd, 10cc, Il Divo, Westlife, Girls Aloud, Atomic Kitten, Paul Carrack, Dusty Springfield, Bonnie Tyler, Mike Rutherford, Mike + The Mechanics, Tom Jones, Jean-Michel Jarre, Helene Fischer a Schiller.
Se skupinou Pink Floyd hrál na jejich turné A Momentary Lapse of Reason Tour (1987–1990, koncertní album Delicate Sound of Thunder) a The Division Bell Tour (1994, koncertní album Pulse).